# シローロ
シローロ（伊: Sirolo）は、イタリア共和国マルケ州アンコーナ県にある、人口約4,100人の基礎自治体（コムーネ）。

## 地理

### 位置・広がり
アンコーナ県のコムーネ。県都・州都アンコーナから南東へ14kmの距離にある。

#### 隣接コムーネ
隣接するコムーネは以下の通り。
- アンコーナ
- カメラーノ
- カステルフィダルド
- ヌマーナ

### 気候分類・地震分類
シローロにおけるイタリアの気候分類 (it) および度日は、zona D, 1860 GGである。
また、イタリアの地震リスク階級 (it) では、zona 2 (sismicità media) に分類される。

## 行政

### 分離集落
シローロには、以下の分離集落（フラツィオーネ）がある。
- Coppo, Fonte d'Olio, Madonnina, San Lorenzo